# Gnidosz sudecki
Gnidosz sudecki (Pedicularis sudetica Willd.) – gatunek rośliny zielnej z rodziny zarazowatych (Orobanchaceae). Endemit obecny tylko w Karkonoszach.

## Morfologia

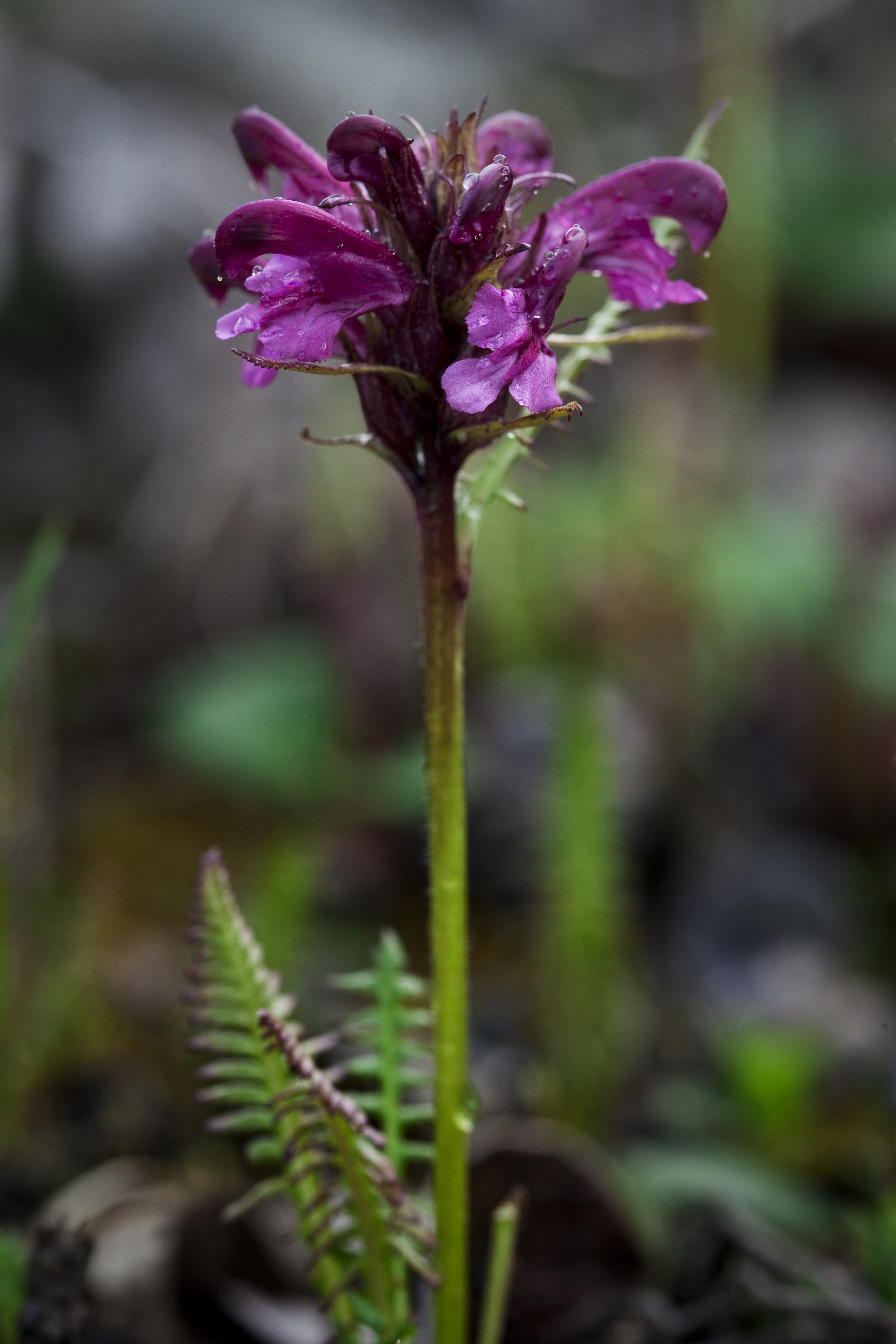
Kwiatostan

ŁodygaZielona, zazwyczaj nieulistniona, prosta, o wysokości 10–30(40) cm, wyrastająca z krótkiego walcowatego kłącza. Na szczycie łodygi groniasty kwiatostan.
LiściePierzastodzielne, jajowatolancetowate, o blaszce 3–5(8) cm długiej. Liście odziomkowe zebrane w rozetę na 3–5 cm ogonkach, czasem też 1–2 skrętoległe liście łodygowe o zredukowanych ogonkach. Przysadki wełnisto owłosione, 2-3 krotnie dłuższe od kwiatów, zmniejszają się ku górze.
KwiatostanZbite jajowate grono rozluźnia się w miarę kwitnienia. Kwiaty różowo-czerwone (purpurowe), grzbieciste 1,5–2 cm długie. Warga górna ciemniejsza, tworzy hełm. Warga dolna krótsza, trójłatkowa. Pręciki4, dwusilne, słupek 1, jajowaty.
OwoceDwukomorowa, wielonasienna torebka o długości 12–15 mm. Nasiona otoczone luźną łupiną, o siatkowatej skulpturze.
KorzeńCienkie, brunatne, z licznymi ssawkami.

## Biologia
Półpasożyt pobierający za pomocą ssawek z korzeni roślin żywicielskich wodę wraz z solami mineralnymi. Budowa kwiatów i ich przedsłupność stanowi przystosowanie do owadopylności. Okres kwitnienia: (początek) połowa czerwca do końca lipca (początek sierpnia). Nasiona kiełkują słabo. W niewielkim stopniu może rozmnażać się wegetatywnie. Rośnie na silnie uwodnionych siedliskach (1150–1450 m n.p.m.), zwłaszcza na torfowiskach, obrzeżach młak, źródlisk lub potoków w piętrze subalpejskim Karkonoszy. Optimum występowania to strefa ekotonowa pomiędzy torfowiskami wysokimi a subalpejskimi psiarami.

## Zagrożenia i ochrona
Roślina objęta w Polsce ścisłą ochroną gatunkową. Największe jej stanowisko, liczące ok. 100 osobników znajduje się w Kotle Łomniczki. Zasiedla też okolice Śnieżnych Kotłów, Kotła Wielkiego Stawu, Kotła Małego Stawu i Równi pod Śnieżką. Zagrożeniem dla gatunku są zmiany stosunków wodnych oraz zanieczyszczenia powietrza.
Kategorie zagrożenia:
- Kategoria zagrożenia w Polsce według Czerwonej listy roślin i grzybów Polski (2006)[5]: E (wymierający, krytycznie zagrożony); 2016: EN (zagrożony)[6].
- Kategoria zagrożenia w Polsce według Polskiej czerwonej księgi roślin (2001, 2014): EN (endangered, zagrożony)[7].